# エジプトIDカード論争
エジプトIDカード論争（エジプトIDカードろんそう）は、エジプトの最高行政委員会が2006年12月16日にバハイ教徒に対して下した「政府はIDカード上の記載に関して、バハイ信教を独立した宗教として承認すべきではない」とする判決に由来する論争。
この判決により、バハイは自らの信仰を偽らない限り、彼らの国において権利を得るために必要とする公的文書を手に入れることができなくなったが、信仰の秘匿はバハイ信教の教義に反している。 バハイはIDカードや出生確認書、死亡確認書、結婚もしくは離婚確認書、そしてパスポートを入手できなくなった。 これらの書類がなければ彼らは就労の権利、教育の権利、医療サービスを受ける権利、投票する権利などを行使できないエジプトの個人の人権のためのイニシアチブの会 (EIPR)が述べるところによれば、最高法廷の主席判事による記者会見では、EIPRによって出された証拠や法的論議に関する応答は一切なく、代わりに判決には影響を及ぼすべきでないはずのバハイ教の教義に関する議論に終始したという。。
2008年1月29日には、行政裁判所のカイロ法廷で、2つの関連した事例に関して、バハイが彼らの信仰を法的文書において欠落させることと引き換えに、彼らに出生確認書とIDカードの発行を認めるというバハイに配慮した判決が出された 。 この判決はバハイ側による妥協案を受けいれ、バハイ信教が公式に認知されないまま彼らにIDカードを所持することを認めたものである 。

## 歴史的背景
1924年にエジプトはイスラーム教国の中で初めてバハイ信教をイスラームとは別個の独立した宗教として承認した。 20世紀初頭におけるエジプトでのバハイの活発な活動にもかかわらず、バハイとその共同体の活動は現在263号法により禁止されている。 この法はエジプトがアラブ共和国としての宣言をしてから7年後の1960年に、当時のナセル大統領の命令により制定されたものである。
バハイ共同体の財産は、バハイ・センター、図書館、そして共同墓地も含めてすべて政府によって没収された。 現在、エジプトのバハイは数百名から二千名程度とされているが、彼らはアズハル学院によって出されたバハイを背教者として非難するファトワにもさらされている。